# Ónod
Ónod je vas na Madžarskem, ki upravno spada pod podregijo Miskolci Županije Borsod-Abaúj-Zemplén.